# Wendake
Wendake  är det nuvarande namnet på två stadsreservat, Wendake 7 och Wendake 7A som innehas av Huron-Wendat Nation i den kanadensiska provinsen Quebec. De är två enklaver helt omgivna av stadsdelen La Haute-Saint-Charles  i Quebec City, inom den tidigare staden Loretteville. Området tillhör en av First nations i Kanada. Bosättningen var tidigare känd som Village-des-Hurons, och även som Jeune-Lorette (Nya Lorett).

## Geografi
Wendake ligger cirka tolv kilometer nordväst om Québecs centrum i dalen Rivière Saint-Charles. Reservatet täcker en smal landremsa cirka två kilometer lång öster om floden, som är helt omgiven av Quebec-distriktet La Haute-Saint-Charles. Själva bosättningen är uppdelad i en äldre, cirka 300 år gamla delen i söder och den moderna delen i norr.

## Historia
Wyandot levde norr om Ontariosjön fram till 1500-talet, vilket olika utgrävningar som den i Mantle Site har visat. Senare flyttade stammen till Georgian Bay, där de först träffade européer på 1600-talet och allierade sig med fransmännen. Väpnade konflikter med irokesförbundet (som var allierade med engelsmännen) i de så kallade bäverkrigen och också förödande epidemier ledde till att Huronernas konfederation kollapsade omkring 1650. Efter kollapsen bosatte sig en av de utspridda grupperna  först på Île d'Orléans 1651, tills en attack av irokeserna fem år senare gjorde slut på denna bosättning. De flyttade sedan i närheten av Quebec City, och från 1673 bodde de huvudsakligen i den senare kommunen L'Ancienne-Lorette. År 1697 flyttade de några kilometer längre norrut och grundade den bosättning som finns idag. Under de följande tre århundradena bar den olika namn (Nouvelle-Lorette, La Jeune-Lorette, Roreke, Village-Huron-de-la-Jeune-Lorette, Notre-Dame-de-Lorette, Village-Huron, Village-des-Hurons, Indian-Lorette) tills den slutligen antog namnet Wendake 1986.

## Sevärdheter
Den äldre delen av Wendake har varit en nationell historisk plats sedan 2000. Bostadshus och kommersiella byggnader påminner om traditionella byar när det gäller utformning av staden och bygger på naturliga element, medan arkitekturen är europeisk. Den romersk-katolska kyrkan Notre-Dame-de-Lorette byggdes 1865 och ersatte ett nedbränt kapell byggt 1730. Byggnaden är sedan 1981 en skyddad kulturlämning.
Hôtel-Musée Premières Nations är ett fyrstjärnigt hotell som byggs och drivs av Wyandots. Hotellet öppnade 2008 och är utformat efter ett traditionellt indianskt långhus. I det intilliggande museet, vars byggnad har formen av en tipi, presenteras Wyandots historia, kultur och konst.